# Cathy Boswell
Catherine La Ora „Cathy” Boswell (ur. 10 listopada 1962 w Joliet) – amerykańska koszykarka, występująca na pozycjach rzucającej lub niskiej skrzydłowej, mistrzyni olimpijska, po zakończeniu kariery zawodniczej trenerka koszykarska, od 2022 asystentka trenera w MiraCosta College.
W 1979 zdobyła nagrodę Willye White Award, jako koszykarka ostatniej klasy liceum. Kiedy opuściła drużynę Redbirds została jej liderką w liczbie punktów (2005), zbiórek (1060), celnych (101) i oddanych (119) rzutów wolnych, celnych rzutów z gry (274), skuteczności rzutów z gry (59,9%) i wolnych (84,8%).

## Osiągnięcia
Na podstawie, o ile nie zaznaczono inaczej.

### NCAA/AIAW
- Uczestniczka rozgrywek:
  - Sweet 16 turnieju AIAW (1981)
  - turnieju:
    - NCAA (1983)
    - Women’s National Invitation Tournament – (WNIT – 1980, 1982)
- Mistrzyni turnieju konferencji Missouri Valley (MVC – 1983)
- Zaliczona do składu:
  - WBCA All-American (1982, 1983)[4]
  - J.C. Penney All American Five (1983)
- Zespół Illinois State Redbirds zastrzegł należący do niej numer 44[5]

### Indywidualne
- MVP Pucharu LFB (1985)
- Zaliczona do galerii sław:
  - Żeńskiej Koszykówki – Women’s Basketball Hall of Fame  (2023)[6][7]
  - szkoły średniej Joliet West (1988)
  - konferencji Missouri Valley NCAA (2003)[8]
  - Illinois State Athletics Percy Family Hall of Fame

### Reprezentacja
- Mistrzyni:
  - olimpijska (1984)[9]
  - uniwersjady (1983)
- Zdobywczyni Pucharu R. Williama Jonesa (1984)
- Wicemistrzyni Pucharu R. Williama Jonesa (1982)
- Brązowa medalistka Pucharu R. Williama Jonesa (1982)